# Rhomborhina gigantea
Rhomborhina gigantea är en skalbaggsart som beskrevs av Ernst Gustav Kraatz 1883. Rhomborhina gigantea ingår i släktet Rhomborhina och familjen Cetoniidae. Inga underarter finns listade i Catalogue of Life.